# Ekeby, Karlskoga
För andra betydelser, se Ekeby.
Ekeby är en stadsdel i västra delen av tätorten Karlskoga. I stadsdelen finns bland andra verksamheter en pizzeria, blomsterbutik, frisör och vuxenutbildning. Fackförbundet IF Metall har ett kontor i stadsdelen. Flerbostadshusen uppfördes 1963.
I stadsdelen fanns tidigare en låg- och mellanstadieskola med namnet Ekebyskolan. I dag används lokalerna till SFI-verksamhet och vuxenutbildningen.
Äventyrsanläggningen Boda Borg är belägen i Ekeby sedan 1997.